# Comoranthus
Comoranthus es un género con tres especies de plantas perteneciente a la familia Oleaceae. Es originario de Comoras y Madagascar.

## Especies
- Comoranthus madagascariensis H.Perrier, Mém. Inst. Sci. Madagascar, Sér. B, Biol. Vég. 2: 305 (1950).
- Comoranthus minor H.Perrier, Mém. Inst. Sci. Madagascar, Sér. B, Biol. Vég. 2: 306 (1950).
- Comoranthus obconicus Knobl., Notizbl. Bot. Gart. Berlin-Dahlem 11: 1032 (1934).